# Diocèse de Springfield
Le diocèse de Springfield (en latin : Dioecesis Campifontis), est un diocèse catholique de Nouvelle-Angleterre à l'est des États-Unis. Son siège est à la cathédrale Saint-Michel (en) de Springfield, dans le Massachusetts.
Il ne doit pas être confondu avec le diocèse de Springfield-Cape Girardeau (en), dans le Missouri, ni avec le diocèse de Springfield en Illinois (en), dans l'Illinois.

## Historique
Le diocèse a été érigé canoniquement par Pie IX, le 14 juin 1870, par détachement de celui de Boston. Il est lui-même divisé le 14 janvier 1950 pour ériger le diocèse de Worcester. Il est suffragant de l'archidiocèse de Boston.

## Territoire
Son territoire actuel couvre l'ouest de l'État du Massachusetts et comprend les comtés de Berkshire, Franklin, Hampshire, et Hampden.

## Lieux et édifices remarquables
Outre la cathédrale Saint-Michel (en) de Springfield, la basilique Saint-Stanislas (en) de Chicopee et le sanctuaire de la Miséricorde-Divine de Stockbridge — l’un des premiers sanctuaires nationaux désigné par la Conférence des évêques catholiques des États-Unis — relèvent également de la juridiction diocésaine.

## Source
- (en) Cet article est partiellement ou en totalité issu de l’article de Wikipédia en anglais intitulé « Roman Catholic Diocese of Springfield in Massachusetts » (voir la liste des auteurs).

1. ↑  (en) Gabriel Chow, « St. Michael Cathedral » [« Cathédrale Saint-Michel »], sur gcatholic.org (consulté le 26 décembre 2023).
2. ↑  (en) Gabriel Chow, « Basilica of St. Stanislaus » [« Basilique Saint-Stanislas »], sur gcatholic.org (consulté le 26 décembre 2023).
3. ↑  (en) Gabriel Chow, « National Shrine of the Divine Mercy » [« Sanctuaire national de la Miséricorde-Divine »], sur gcatholic.org (consulté le 26 décembre 2023).